# Tennistoernooi van Peking 2011
Het tennistoernooi van Peking van 2011 werd van 1 tot en met 9 oktober 2011 gespeeld op de hardcourt-banen van het China National Tennis Center, in het olympisch park van de Chinese hoofdstad Peking. De officiële naam van het toernooi was China Open.
Het toernooi bestond uit twee delen:
- WTA-toernooi van Peking 2011, het toernooi voor de vrouwen
- ATP-toernooi van Peking 2011, het toernooi voor de mannen

ATP-toernooi van Peking‎ – WTA-toernooi van Peking/Shanghai

2000 · 2001–2003 · 2004 · 2005 · 2006 · 2007 · 2008 · 2009 · 2010 · 2011 · 2012 · 2013 · 2014 · 2015 · 2016 · 2017 · 2018 · 2019 · 2020–2022 · 2023 · 2024